# Struckum
Struckum (dänisch Strukum, nordfriesisch Strükem) ist eine Gemeinde im Kreis Nordfriesland in Schleswig-Holstein.

## Geografie

### Geografische Lage
Das Gemeindegebiet von Struckum erstreckt sich zu beiden Seiten am Übergang der Naturräume Bredstedt-Husumer Geest und Nordfriesische Marsch. Der langgestreckte Siedlungskern bildet eine sogenannte Geestrandsiedlung. Westlich des Dorfes erstreckt sich zwischen der nördlichen Gemeindegrenze zu Breklum und der sogenannten Koogchaussee bis Deichshörn der Breklumer Koog. Ihm südwestlich vorgelagert bis an die Arlau heran befindet sich der Wallsbüller Saatkoog.

### Gemeindegliederung
Neben dem namengebenden Dorf befinden sich ebenfalls:
- Breklumerkoog
- Deichshörn,
- Fehsholm (dänisch Fesholm) und
- Wallsbüll (dänisch Valsbøl)

innerhalb des Gemeindegebiets.

### Nachbargemeinden
Direkt angrenzende Gemeindegebiete sind:
|            | Breklum                                     | Drelsdorf |
| Reußenköge | Kompassrose, die auf Nachbargemeinden zeigt | Almdorf   |
|            | Hattstedtermarsch                           |           |

### Geologie
Das Gemeindegebiet hat Anteil an zwei grundlegend zu unterscheidenden Landschaftsräumen. Das östliche Gemeindegebiet erstreckt sich auf den im Gemeindegebiet in die Hattstedtermarsch hinabgleitenden südöstlichen Altmoränen-Ausläufern des Stollbergs. Westlich dieser flachwelligen Hügelkette befindet sich der Marschenbereich des südlichen Breklumer Koogs und des Wallsbüller Saatkoogs. Dieser durch eine schwierige Vorflut gekennzeichnete Bereich bedarf einer geleiteten Wasserführung durch oberflächennahe, abgedämmte Gewässerläufe. Die Hauptvorfluter im Gemeindegebiet stellen der sogenannte Rhinschlot entlang des Deichs zum Sophien-Magdalenen-Koog und Desmerciereskoog sowie die Wehle zwischen dem Wallsbüller Saatkoog und dem Hattstedter Neuen Koog am Übergang zur Arlau dar. Dieser Bereich wurden in der ersten Hälfte des 16. Jahrhunderts eingedeicht.
Auf dem Geeststreifen sind heute die vielen sogenannten Knicks ein die Landschaft prägendes Element. Sie verhindern eine weitergehende Sedimentverlagerung durch Windtransport (Bodenerosion) der ackerbaulich genutzten Flurstücke. Dieser Bereich bildete sich im Pleistozän heraus, als die Gletschervorstöße in der Zeit des Saale-Komplex bis hierher vorrückten und mittransportierte skandinavische Sedimente aufschoben (siehe Glaziale Serie/Endmoräne).

## Geschichte
Im Verlauf des Jahres 1934 wurde die Kirchspielslandgemeinde Breklum aufgelöst. Alle ihre Dorfschaften, Dorfgemeinden und Bauerschaften wurden zu selbständigen Gemeinden, am 1. Dezember 1934 auch Struckum.

## Politik

### Gemeindevertretung
Nach dem Ergebnis bei der Gemeindewahl am 14. Mai 2023 verteilen sich die Sitze in der Gemeindevertretung auf Kandidaten der SPD und der AWG (jeweils vier Sitze) und die WGS I (drei Sitze).

### Bürgermeister
Für die Wahlperiode 2023–2028 wurde Bendix Asmussen (AWG) wiederholt zum Bürgermeister gewählt.

### Wappen
Blasonierung: „Von Gold und Blau gespalten. Unten ein schwebender, zum Schildrand sich verjüngender, rechts blauer, links silberner Wellenbalken, darüber rechts pfahlweis drei grüne Dornbuschblätter, links eine halbe, am Spalt schwebende silberne Windmühle.“

## Wirtschaft und Infrastruktur

### Allgemeines

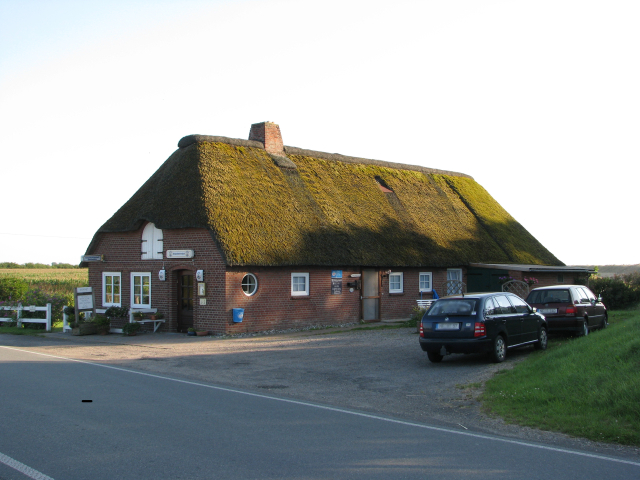
Gaststätte Deichshörn

Die Wirtschaftsstruktur in der kleinen Gemeinde ist ländlich strukturiert. Der überwiegende Anteil der Betriebe ist klein- und mittelständisch organisiert. Eine übergeordnete Bedeutung nehmen zwei Gewerbebetriebe ein. Hierbei handelt es sich um ein Ingenieurbüro für die Planung- und Betriebsführung von regenerativen Energiesystemen und um einen Fach- und Einzelhandelsbetrieb im Bereich des Land- und Gartenbaus. Letzterer wird durch den dänischen Dansk Landbrugs Grovvareselskab betrieben.
Daneben gibt es verschiedene Handwerks- und Dienstleistungsbetriebe, wie zum Beispiel eine vor Ort ansässige Bäckerei mit Café, ein Frisörbetrieb und ein kleiner Zoohandel.
Der Kreisverband Nordfriesland des DRK betreibt vor Ort ein Altenpflegeheim.
Neben der Landwirtschaft nimmt der Fremdenverkehr eine übergeordnete Bedeutung ein. Im zentralen Siedlungsbereich ist unter anderem ein Landgasthaus ansässig. Daneben bietet im Breklumer Koog ein kleines Café einen weiteren gastronomischen Service an.
Der Betrieb von Anlagen nach dem Erneuerbare-Energien-Gesetz im Breklumer Koog, die in Form von Bürgerwindparks realisiert worden sind, erweitert die wirtschaftlichen Chancen innerhalb der Gemeinde.

### Verkehr
Struckum ist durch die den Siedlungskern durchlaufende Bundesstraße 5 an das überörtliche Fernstraßennetz direkt angebunden. Sie bildet die nordfriesische Hauptverkehrsachse zwischen dem Ende der Bundesautobahn 23 bei Heide und der Deutsch-dänischen Grenze bei Tondern.
Durch die Ortslage verläuft parallel östlich zur Bundesstraße die Trasse der Marschbahn zwischen Husum und Niebüll. Der ehemalige Bahnhof ist heute allerdings kein offizieller Haltepunkt mehr, sodass SPNV-Reisende in der Regel am Bahnhof Bredstedt ankommen. Im Schienenfernverkehr ist die nächstgelegene Station der Bahnhof in Husum. Von dort aus besteht die Möglichkeit, mit IC's in Richtung Hamburg bzw. Westerland auf Sylt zu fahren. Zwischen diesen beiden Bahnhöfen verkehrt die Buslinie R120 innerhalb des Nahverkehrsverbunds Schleswig-Holstein im Stundentakt mit drei Haltestellen innerhalb des langgestreckten Siedlungsgebiets. 
Seit dem 17. April 2023 fährt anstelle des bisherigen Rufbusangebotes der neue "Lüttbus" im Mittleren Nordfriesland. Der Lüttbus kann in Struckum sowohl zu jeder ausgezeichneten Haltestelle mittels der NAH.SH Shuttle App oder per Telefon gerufen werden, als auch zu mehr als 20 virtuellen Haltestellen.
Mit der Söbenbargenroute führt ebenfalls eine touristisch erschlossene Radroute durch das Gemeindegebiet. Als Wegweiser dient dabei die Zusatzbeschilderung des amtlichen Radverkehrsnetzes des Kreises Nordfriesland. Mittels Verbindungsstrecken ist auch ein Übergang zu weiteren Rad-Erlebnisrouten des Nordfriesland-Tourismus möglich. Entlang der Strecke im Gemeindegebiet ermöglichen Infotafeln einen kurzen Einblick in die Geschichten von Deichshörn und der Mühle Fortuna.

## Sehenswürdigkeiten

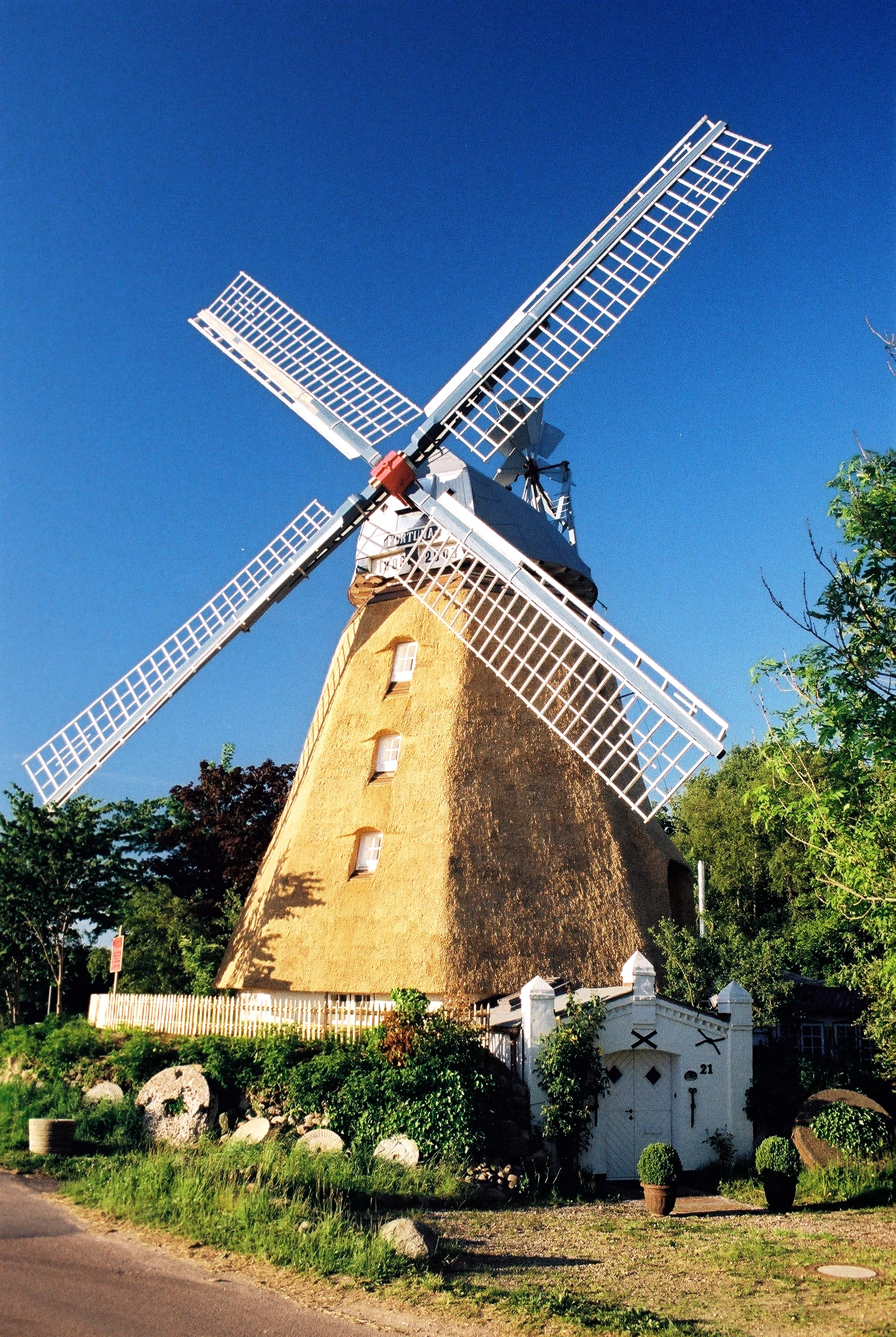
Die Mühle Fortuna

Das Wahrzeichen der Gemeinde Struckum ist die historische Mühle Fortuna. Sie steht unter Denkmalschutz und ist aufgelistet in der Liste der Kulturdenkmale in Struckum.

## Persönlichkeiten
- Karl Steensen (* 3. März 1883 auf dem Blumenhof; † 1957), Landwirt und Landtagsabgeordneter (CDU).
- Hannes Wader (* 23. Juni 1942 in Bielefeld-Gadderbaum als Hans Eckard Wader), deutscher Liedermacher, lebte von 1973 bis 1998 in einer von ihm selbst renovierten Windmühle im Ort. In dieser Mühle wurden mehrere seiner erfolgreichen Tonträger getextet, komponiert und aufgenommen.